# منتخب قطر للكريكت
منتخب قطر الوطني للكريكت هو ممثل قطر الرسمي في المنافسات الدولية في الكريكت .